# 熱列布基 (丘德尼夫區)
49°49′22″N 28°9′52″E / 49.82278°N 28.16444°E
熱雷布基（烏克蘭語：Жеребки），是烏克蘭北部的村莊，隸屬日托米爾州的別爾季切夫區。該村面積3.33平方公里，海拔高度281米，2001年人口643，人口密度每平方公里193.09人。